# Villa Remedio (Vallmoll)
La Villa Remedio és un monument protegit com a bé cultural d'interès local del municipi de Vallmoll (Alt Camp).

## Descripció
L'edifici està situat en un jardí, al costat de l'ermita del Roser. És una casa aïllada, de planta rectangular, amb coberta de teula a dues vessants. Té planta baixa i un pis. A la planta baixa s'obre, centrada, la porta d'accés, i una finestra per cada banda. El primer pis l'ocupen tres finestres. Totes les obertures són rectangulars. A la part posterior de la casa hi ha una porta d'entrada a la planta baixa i una escala d'accés al primer pis. Tots els elements ornamentals de la construcció es basen en la utilització combinada de maó i de la ceràmica verda vidriada (resseguiment d'obertures, línia d'imposta, ràfec, etc.)
Banc del jardí
Aquest banc, situat en un extens jardí privat presenta una estructura molt simple. Dos petits blocs rectangulars de maó emmarquen el banc pròpiament dit, totalment recobert de rajola. El respatller és format per rajoles de temàtica tradicional en la ceràmica catalana (arts i oficis, gegants ...), mentre que el seient és de trencadís, aplicat d'acord amb uns criteris que responen a l'estètica es veu subratllada per una delicada estructura de ferro que l'emmarca l'obra.

## Història
"Villa Remedio" forma part d'un conjunt residencial d'edificacions d'estètica modernista que inclou també elements del mateix estil (pavellons, banc ...) tots ells integrats en un extens jardí.
Actualment manté la seva funció original d'habitatge.